# Bernardin Gantin

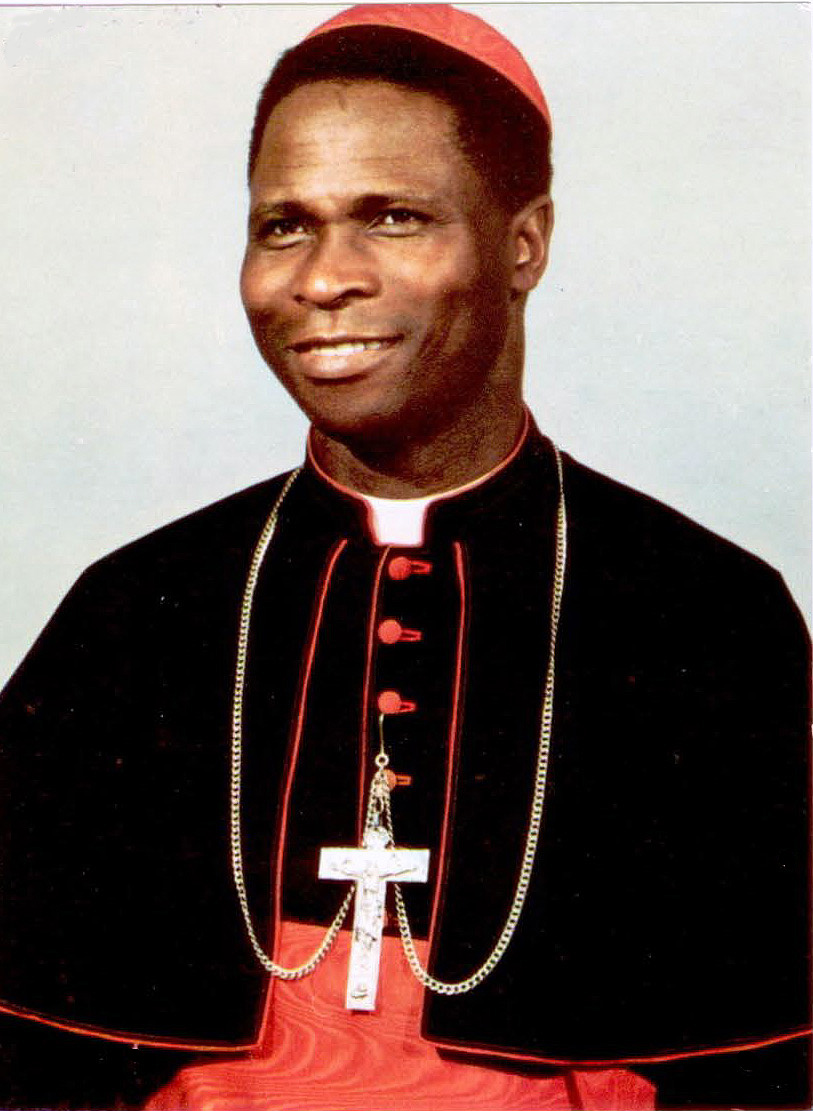
Bernardin Kardinal Gantin (1998)

Wappen von Bernardin Kardinal Gantin

Bernardin Kardinal Gantin (* 8. Mai 1922 in Toffo, Benin; † 13. Mai 2008 in Paris, Frankreich) war ein beninischer Kurienkardinal der römisch-katholischen Kirche und von 1993 bis 2002 Dekan des Kardinalskollegiums. Von 1984 bis 1998 leitete er die Kongregation für die Bischöfe.

## Leben
Gantin wurde als Sohn eines Eisenbahners geboren. Nach der Schule trat er 1936 ins Priesterseminar von Benin ein und empfing am 14. Januar 1951 in Lomé durch Erzbischof Louis Parisot das Sakrament der Priesterweihe. Anschließend unterrichtete er Sprachen am Seminar. Ab 1953 studierte Gantin in Rom unter anderem an der Lateranuniversität. Er erwarb das Lizenziat der Theologie und des kanonischen Rechts.
Am 11. Dezember 1956 wurde Gantin von Papst Pius XII. zum Titularbischof von Tipasa in Mauretania ernannt und zum Weihbischof in Cotonou bestellt. Die Bischofsweihe spendete ihm am 3. Februar 1957 Eugène Tisserant, Kardinaldekan und Kardinalbischof von Ostia; Mitkonsekratoren waren der Kurienbischof Pietro Sigismondi und André-Pierre Duirat, Bischof von Bouaké, Elfenbeinküste.
Papst Johannes XXIII. ernannte Gantin am 5. Januar 1960 zum Erzbischof von Cotonou. 1971 holte ihn Papst Paul VI. als Kurienbischof nach Rom. Er war für die Kongregation für die Evangelisierung der Völker, den Päpstlichen Rat für Gerechtigkeit und Frieden und den Päpstlichen Rat „Cor Unum“ tätig.
Papst Paul VI. nahm ihn am 27. Juni 1977 als Kardinaldiakon mit der Titeldiakonie Sacro Cuore di Cristo Re ins Kardinalskollegium auf; er war der erste schwarze Kurienkardinal. Es folgten Stationen als Präsident der päpstlichen Räte Cor Unum und Iustitia et Pax. Darüber hinaus nahm er an den beiden Konklaven des Jahres 1978 teil.
Papst Johannes Paul II. ernannte Gantin am 8. April 1984 zum Präfekten der Kongregation für die Bischöfe und zum Präsidenten der Päpstlichen Kommission für Lateinamerika. Am 25. Juni desselben Jahres wurde er unter Beibehaltung seiner Titeldiakonie zum Kardinalpriester ernannt; am 29. September 1986 wurde er Kardinalbischof von Palestrina.
Am 3. Juli 1988 veröffentlichte die Kongregation für die Bischöfe unter seiner Leitung ein Schreiben zur Piusbruderschaft, in dem ihr schismatische Bestrebungen vorgeworfen wurden. Am 5. Juni 1993 wählten ihn die Kardinalbischöfe der suburbikarischen Bistümer zum Kardinaldekan, womit Gantin gleichzeitig Kardinalbischof von Ostia wurde.
Vereinzelt wurde er als möglicher Papst gehandelt. Kardinal Gantin trat am 25. Juni 1998 aus Altersgründen von den Ämtern des Präfekten der Bischofskongregation sowie des Präsidenten der Päpstlichen Kommission für Lateinamerika zurück.
Am 30. November 2002 gab Johannes Paul II. dem altersbedingten Rücktrittsgesuch von Bernardin Gantin vom Amt des Kardinaldekans statt. Er kehrte nach Benin zurück und nahm wegen Überschreitung der Altersgrenze nicht am Konklave 2005 teil. Gantin starb fünf Tage nach Vollendung seines 86. Lebensjahres im Hôpital européen Georges-Pompidou in Paris. Er wurde im beninischen Ouidah beigesetzt.